# Callitris baileyi
Callitris baileyi là một loài thực vật hạt trần trong họ Cupressaceae. Loài này được C.T.White mô tả khoa học đầu tiên năm 1923.